# أكريلونتريل بوتاديين ستايرين
أكريلونتريل بوتادين ستايرين أو (ABS) هم مركب كيميائي له الصيغة الكيميائية (C8H8.C4H6.C3H3N)x ) من أشهر اللدائن المتلدنة حراريًا. درجة حرارة التحول الزجاجي 105 °م. يستخدم لعمل قوالب المواد الخفيفة والصلبة مثل الأنابيب، وأغطية الرأس في ملاعب الجولف نظرًا لامتصاصه الجيد للصدمات، وأجزاء السيارات، ومكونات ألعاب الأطفال. وهو من المكثورات الإسهامية مع الستيرين والأكريلونيتريل في تواجد متعدد البيوتادايين. ويمكن أن تغيير نسب المكونات كالتالي 15% إلى 35 % أكريلو نيتريل, 5% إلى 30 % بيوتادايين, 40 % إلى 60 % ستيرين. ويكون الناتج سلسلة طويلة من متعدد البيوتادايين متشابكة مع سلاسل أقصر من متعدد (ستيرين-كو-أكريلونيتريل). ونظرًا إلى أن مجموعات النيتريل الموجودة في السلاسل المتجاورة تكون قطبية، فإنها تنجذب لعضها مما يؤدي إلى حدوث انثنائات في السلاسل، وبذلك يكون ABS أقوى من متعدد الستايرين النقي. ويعطى الستايرين للدائن سطحًا لامعًا مانعًا للماء. ويقوم البيوتادايين بإعطاء البوليمر مرونة نظرًا لطبيعته المطاطية، حتى في درجات الحرارة المنخفضة. ABS يمكن أن يستخدم في درجات الحرارة من -25 C° إلى + 60 C°.
ويستلزم إنتاج 1 كيلو جرم من ABS تقريبًا 2 كيلو جرام من البترول كمادة خام ومصدر طاقة.
وحاليًا، يتم إنتاج ABS في عملية تسمى التطعيم، وليس عن طريق الكوثرة الإسهامية للأكريلونيتريل والستايرين والبيوتادايين. وفي هذه العملية يكوثر البيوتادايين أولاً، ثم يضاف السيانيد ومجموعات الفينيل أثناء تفاعل كيميائي خاص.